# Critério do Dauphiné de 2010
A 62ª edição do Critério do Dauphiné, disputado de 6 e 13 de junho de 2010, contou com um percurso de 1 076,8 km distribuídos em oito jornadas (um prólogo e sete etapas, uma delas contrarrelógio), com início em Évian-les-Bains e final em Sallanches.
A carreira fez parte do UCI World Calendar de 2010 como carreira UCI Pro Tour.
Ao ser comprada pela Amaury Sport Organisation (ASO) em janeiro esta tirou o "apelido" tradicional da carreira e chamado oficialmente Critérium du Dauphiné em vez de Criterium du Dauphiné Libéré. No entanto, não se desvinculou do calendário UCI Pro Tour ao estar já aí antes da compra pela ASO.
O ganhador final foi Janez Brajkovič. Acompanharam-lhe no pódio Alberto Contador (que se fez com a classificação por pontos, ao vencer duas etapas) e Tejay van Garderen, respectivamente.
Nas classificações secundárias impuseram-se Egoi Martínez (montanha) e Euskaltel-Euskadi (equipas).

## Equipas participantes
Tomaram parte na carreira 22 equipas: as 18 de categoria UCI Pro Team (ao ser obrigada a sua participação); mais 4 de categoria Profissional Continental mediante convite da organização (Cervélo Test Team, Cofidis, le Crédit en Ligne, Bbox Bouygues Telecom e Saur-Sojasun). As equipas participantes foram:
| Equipes ProTeam (18)- AG2R La Mondiale - Astana - Caisse d'Épargne - Euskaltel-Euskadi - La Française des jeux - Footon-Servetto - HTC-Columbia - Katusha - Lampre-Farnese Vini - Liquigas-Doimo - Team Milram - Omega Pharma-Lotto - Quick Step - Rabobank - Saxo Bank - Sky - Garmin-Transitions - Team RadioShack Equipes profissionais Continentais (4)- Bbox Bouygues Télécom - Cervélo TestTeam - Cofidis, le Crédit en Ligne - Saur-Sojasun |
| |

| N.º     | Código UCI | Equipa             |
| ------- | ---------- | ------------------ |
| 1-8     | GCE        | Caisse d'Epargne   |
| 11-18   | AST        | Astana             |
| 21-28   | RAB        | Rabobank           |
| 31-38   | KAT        | Team Katusha       |
| 41-48   | OLO        | Omega Pharma-Lotto |
| 51-58   | THR        | Team HTC-Columbia  |
| 61-68   | SAX        | Team Saxo Bank     |
| 71-78   | CTT        | Cervélo Test Team  |
| 81-88   | LIQ        | Liquigas-Doimo     |
| 91-98   | GRM        | Garmin-Transitions |
| 101-108 | ALM        | Ag2r-La Mondiale   |

| N.º     | Código UCI | Equipa                      |
| ------- | ---------- | --------------------------- |
| 111-118 | FDJ        | FDJ                         |
| 121-128 | RSH        | Team RadioShack             |
| 131-138 | QST        | Quick Step                  |
| 141-148 | SKY        | Team Sky                    |
| 151-158 | COF        | Cofidis, le Crédit en Ligne |
| 161-168 | MRM        | Team Milram                 |
| 171-178 | LAM        | Lampre-Farnese Vini         |
| 181-188 | EUS        | Euskaltel-Euskadi           |
| 191-198 | BBO        | Bbox Bouygues Telecom       |
| 201-208 | FOT        | Footon-Servetto             |
| 211-218 | SAU        | Saur-Sojasun                |

## Etapas
| Etapa   | Data        | Percurso                              | km        | Ganhador             | Líder            |
| ------- | ----------- | ------------------------------------- | --------- | -------------------- | ---------------- |
| Prólogo | 6 de junho  | Évian-les-Bains-Évian-les-Bains       | 6,5 (CRI) | Alberto Contador     | Alberto Contador |
| 1ª      | 7 de junho  | Évian-les-Bains-Saint-Laurent-du-Pont | 170       | Grega Bole           | Alberto Contador |
| 2ª      | 8 de junho  | Annonay-Bourg-Saint-Andéol            | 180       | Juan José Haedo      | Alberto Contador |
| 3ª      | 9 de junho  | Monteux-Sorgues                       | 49 (CRI)  | Janez Brajkovič      | Janez Brajkovič  |
| 4ª      | 10 de junho | Saint-Paul-Trois-Châteaux-Risoul      | 205       | Nicolas Vogondy      | Janez Brajkovič  |
| 5ª      | 11 de junho | Serre Chevalier-Grenoble              | 147       | Daniel Navarro       | Janez Brajkovič  |
| 6ª      | 12 de junho | Crolles-Alpe d'Huez                   | 156       | Alberto Contador     | Janez Brajkovič  |
| 7ª      | 13 de junho | Allevard-Sallanches                   | 167       | Edvald Boasson Hagen | Janez Brajkovič  |

## Classificações finais

### Classificação geral
| Posição | Ciclista              | Equipa                | Tempo       |
| ------- | --------------------- | --------------------- | ----------- |
|         | Janez Brajkovič       | RadioShack            | 28h 06' 28" |
| 2       | Alberto Contador      | Astana                | + 1' 41"    |
| 3       | Tejay van Garderen    | HTC-Columbia          | + 2' 41"    |
| 4       | Jurgen van den Broeck | Omega Pharma-Lotto    | + 3' 46"    |
| 5       | Jérôme Coppel         | Saur-Sojasun          | + 4' 17"    |
| 6       | Nicolas Vogondy       | Bbox Bouygues Telecom | + 4' 23"    |
| 7       | Christophe Riblon     | Ag2r-La Mondiale      | + 4' 23"    |
| 8       | Pierre Rolland        | Astana                | + 6' 16"    |
| 9       | Chris Horner          | RadioShack            | + 6' 20"    |
| 10      | Sylwester Szmyd       | Liquigas-Doimo        | + 6' 57"    |

### Classificação da montanha
| Posição | Ciclista         | Equipa             | Pontos |
| ------- | ---------------- | ------------------ | ------ |
|         | Egoi Martínez    | Euskaltel-Euskadi  | 55     |
| 2       | Janez Brajkovič  | RadioShack         | 33     |
| 3       | Alberto Contador | Astana             | 32     |
| 4       | Cyril Gautier    | Omega Pharma-Lotto | 29     |
| 5       | Thibaut Pinot    | FDJ                | 26     |

### Classificação por pontos
| Posição | Ciclista           | Equipa              | Pontos |
| ------- | ------------------ | ------------------- | ------ |
|         | Alberto Contador   | Astana              | 98     |
| 2       | Janez Brajkovič    | RadioShack          | 98     |
| 3       | Tejay van Garderen | HTC-Columbia        | 72     |
| 4       | Grega Bole         | Lampre-Farnese Vini | 71     |
| 5       | Geraint Thomas     | Sky                 | 70     |

### Classificação por equipas
| Posição | Equipa            | Tempo       |
| ------- | ----------------- | ----------- |
|         | Euskaltel-Euskadi | 84h 39' 25" |
| 2       | Astana            | + 4' 03"    |
| 3       | Ag2r-La Mondiale  | + 4' 45"    |
| 4       | FDJ               | + 6' 46"    |
| 5       | Katusha           | + 13' 12"   |

## Evolução das classificações
| Etapa (Vencedor)                 | Classificação geral | Classificação da montanha | Classificação por pontos | Classificação por equipas |
| -------------------------------- | ------------------- | ------------------------- | ------------------------ | ------------------------- |
| Prologo (CRI) Alberto Contador   | Alberto Contador    | Alberto Contador          | Alberto Contador         | HTC-Columbia              |
| 1ª etapa (Grega Bole)            | Alberto Contador    | Matthieu Ladagnous        | Geraint Thomas           | Quick Step                |
| 2ª etapa (Juan José Haedo)       | Alberto Contador    | Bram Tankink              | Grega Bole               | Quick Step                |
| 3ª etapa (CRI) (Janez Brajkovič) | Janez Brajkovič     | Bram Tankink              | Geraint Thomas           | HTC-Columbia              |
| 4ª etapa (Nicolas Vogondy)       | Janez Brajkovič     | Bram Tankink              | Janez Brajkovič          | Katusha                   |
| 5ª etapa (Daniel Navarro)        | Janez Brajkovič     | Eros Capecchi             | Geraint Thomas           | Astana                    |
| 6ª etapa (Alberto Contador)      | Janez Brajkovič     | Egoi Martinez             | Janez Brajkovič          | Euskaltel-Euskadi         |
| 7ª etapa (Edvald Boasson Hagen)  | Janez Brajkovič     | Egoi Martinez             | Alberto Contador         | Euskaltel-Euskadi         |
| Final                            | Janez Brajkovič     | Egoi Martinez             | Alberto Contador         | Euskaltel-Euskadi         |